# Temporada d'huracans de l'Atlàntic de 1911
La temporada d'huracans de l'Atlàntic de 1911 fou relativament inactiva, amb només sis ciclons tropicals coneguts formats a l'Atlàntic durant l'estiu i la tardor de 1911. Tenint en compte tant el primer cicló que encetà la temporada a principis de febrer com l'últim clausurant-la en dissipar-se al desembre, es registraren només tres depressions tropicals. Tres ciclons s'intensificaren fins a l'estatus d'huracà, on dos d'ells assoliren la categoria 2 en l'escala d'huracans de Saffir-Simpson vigent en l'actualitat. Les dades dels ciclons de la temporada de 1911 es fonamenten principalment en la base de dades d'huracans de l'Atlàntic, que l'any 2005 es revisà en profunditat el període entre 1911 i 1914.
La majoria dels ciclons tocaren terra ferma. A finals d'agost, un huracà que avançà en direcció a l'oest matà 17 persones i causà destrosses severes a Charleston (Carolina del Sud) i rodalia. Un parell de setmanes abans, l'àrea de Pensacola (Florida) també es veié afectada per una tempesta al golf de Mèxic que provocà vents de 130 km/h a terra. El quart cicló de la temporada colpí la costa de Nicaragua, matant 10 persones i provocant danys generalitzats.

## Resum de la temporada
La base de dades d'huracans de l'Atlàntic (HURDAT) reconeix oficialment sis ciclons tropicals durant la temporada d'huracans de l'Atlàntic de 1911. Només tres aconseguiren l'estatus d'huracans, amb vents de 121 km/h o superiors. El tercer huracà de la temporada fou la tempesta més intensa amb una pressió central mínima de 972 hPa. Una setmana després de la seva dissipació, es formà un altre huracà que assolí la mateixa velocitat del vent que el cicló que el precedí, però amb una pressió atmosfèrica desconeguda. Les tres dèbils depressions tropicals que es desenvoluparen es mantingueren per sota de la força que caracteritza una tempesta tropical; la primera es formà al febrer i la tercera al desembre. La primera tempesta que arribà amb la intensitat d'una tempesta tropical es desenvolupà el 4 d'agost, i la darrera tempesta tropical de l'any es dissipà el 31 d'octubre.
A principis de la dècada del 1900, no es disposava de les previsions i la documentació modernes. La base de dades d'huracans d'aquells anys és, a vegades, incompleta i incorrecta; per això contínuament s'afegeixen nous ciclons fruit de noves anàlisis d'huracans de l'Atlàntic posteriors. El període que va del 1911 fins al 1914 es tornà a analitzar el 2005. S'identificaren dos ciclons tropicals prèviament desconeguts utilitzant registres com els mapes del temps històrics i els informes dels vaixells i es modificà i corregí la informació de les tempestes anteriors. Els ciclons tropicals de 1911 es distingeixen simplement per un número assignat per ordre cronològic ascendent, ja que els ciclons tropicals de l'oceà Atlàntic no se'ls començà a donar noms oficials fins molts anys després.

## Tempestes

### Tempesta tropical u
El primer cicló tropical de la temporada del 1911 es formà el 4 d'agost al sud de l'estat estatunidenc d'Alabama, en ser identificat per l'absència de bandes frontals i per la circulació central tancada. Seguí una trajectòria cap a l'est i l'endemà emergí a l'oceà Atlàntic com una depressió tropical. Uns quants dies després, quan es trobà prop de les Bermudes, la depressió esdevingué una tempesta tropical i girà cap al nord-est. La tempesta romangué diversos dies abans de dissipar-se l'11 d'agost, i produí fortes pluges a les Bermudes, però no es registraren vents huracanats. La tempesta fou desconeguda fins que durant la revisió de la base de dades d'huracans de l'Atlàntic de 2005 se la reconegué com una tempesta tropical.

### Huracà dos
El 8 d'agost, es formà una depressió tropical davant la costa sud-oest de Florida i avançà cap a l'oest. L'endemà, a la matinada, s'intensificà i es convertí en una tempesta tropical; en aquest punt, començà a dirigir-se en direcció nord-oest. Quan s'aproximà a la costa del Golf dels Estats Units, el cicló assolí uns vents sostinguts màxims estimats en 130 km/h, que correspon a l'estatus de Categoria 1 en l'escala d'huracans de Saffir-Simpson que s'empra avui dia. En tocar terra, prop de la frontera entre Alabama i Florida, s'anà debilitant terra endins i girà cap a l'oest. El 12 d'agost, la tempesta arribà a Louisiana i Texas, i deixà fortes pluges a la zona.
Al vespre de l'11 d'agost, a Pensacola (Florida) bufaren vents de 130 km/h i la pressió disminuí fins als 1.007 hPa. La pluja total acumulada per la tempesta fou de 114 mm. Les ràfegues de vent tiraren a terra cables telefònics i de telègraf, tallant les comunicacions en les zones afectades durant 24 hores. La ciutat també patí talls d'electricitat la nit de l'11 d'agost. La indústria portuària patí pèrdues importants amb moltes embarcacions destruïdes. El pas de l'huracà dispersà grans quantitats de fusta que s'anaren acumulant al llarg de la costa. L'huracà provocà un nombre desconegut de víctimes mortals, i malgrat els danys causats, en l'edició d'agost de 1911 de la revista científica Monthly Weather Review descrivien els efectes del cicló com molt menors dels que s'esperaven; s'estimà que les destrosses totals a Pensacola ascendiren fins als $12.000 (USD de 1911, $280.000 d'USD de 2011). La tempesta assolí vents de 56 km/h a Mobile (Alabama).

### Huracà tres
El 23 d'agost, més d'una setmana després de l'últim huracà, es desenvolupà el tercer cicló tropical de la temporada i lentament traçà una trajectòria oest-nord-oest. Després de transformar-se en un huracà, la tempesta girà més cap al nord-oest, i dies després assolí uns vents màxims de 155 km/h; la pressió baromètrica era de 972 hPa. L'ull recalà uns quilòmetres al sud de Savannah (Geòrgia) i l'huracà es debilità en tocar terra. El 29 d'agost es convertí en una depressió tropical i continuà sobre terra ferma fins a la seva desaparició un parell de dies més tard.
L'huracà, de dimensions relativament petites, causà destrosses generalitzades entre Savannah i Charleston (Carolina del Sud). Savannah patí només danys menors, malgrat que el centre del cicló passà prop d'allà. Al llarg de la costa de l'estat de Geòrgia, es repetiren pluges torrencials que causaren nombrosos ensorraments en les línies de ferrocarril. Els cultius, la ramaderia i les comunicacions per carretera de la zona quedaren greument afectats. A Charleston, s'estimaren vents de 171 km/h –després que un anemòmetre fallés i registrés per darrer cop 151 km/h–, i es recolliren 124 mm de precipitació en tres dies.
El cicló durà més de 36 hores i causà danys severs; els vents huracanats s'emportaren els sostres de centenars d'edificis, demoliren moltes cases i provocaren talls generalitzats en els serveis de telefonia i d'electricitat. Segons un meteoròleg local, el nivell de la marea pujà 3,2 m més del normal deixant una "massa confusa de vaixells naufragats i molls malmesos"; sis torpediners foren arrencats dels seus amarratges i dipositats en terra ferma. L'huracà causà un total de 17 víctimes mortals i els danys materials a Charleston s'estimaren en $1 milió (USD de 1911, $23,5 milions d'USD de 2011).

### Huracà quatre
La tempesta següent es formà el 3 de setembre a l'est de les Antilles Menors i es desplaçà en direcció oest; aconseguí l'estatus de tempesta tropical un dia després de la seva gènesi. La tempesta s'alentí i girà cap al sud-oest, acostant-se al nord de la costa de Colòmbia abans d'allunyar-se de terra ferma i convertint-se en un huracà. A més, s'intensificà per arribar a la categoria 2 abans de colpejar Nicaragua el 10 de setembre. Mentre es debilità i es convertí en una tempesta tropical, el cicló continuà avançant en direcció oest tot travessant Amèrica Central i, breument, s'introduí dins l'oceà Pacífic; poc després es dissipà.
Un informe descriu que a la localitat de Corinto (Nicaragua) es produïren 10 morts, 50 ferits i al voltant 250 cases foren destruïdes, deixant destrosses per valor de 2 milions (USD de 1911, 47 milions d'USD de 2011). Les dades sobre aquest cicló són molt escasses i, per tant, només es poden fer petites modificacions en la cronologia de la base de dades d'huracans.

### Tempesta tropical cinc
El cinquè cicló tropical oficial de l'any també fou descobert en anàlisis posteriors més actuals. El cicló presentà característiques híbrides, i podria ser classificat amb l'estatus de cicló subtropical segons el sistema de classificació modern. El 15 de setembre, la tempesta es formà sobre l'Atlàntic central i, inicialment, es desplaçà en direcció oest. De manera gradual, s'intensificà alhora que girà en direcció nord-oest; el 19 de setembre, es transformà en un cicló extratropical quan arribà al sud-est de Nova Anglaterra. El cicló fou absorbit posteriorment per una línia frontal més poderosa que provenia del nord-oest.

### Tempesta tropical sis
La darrera tempesta de l'any s'observà per primer cop a finals d'octubre; era una pertorbació prop de Puerto Rico, al mar Carib. La pertorbació fou la precursora d'una depressió tropical que es desenvolupà al sud de les Bahames i es dirigí cap a l'oest-sud-oest a través de Cuba; a l'Havana, bufaren vents de sud-est de 71 km/h. Esdevingué una tempesta tropical el 27 d'octubre i modificà el rumb cap al sud-oest. A prop de l'extrem oriental de la península de Yucatán, la tempesta virà bruscament cap al nord. Una àrea d'altes pressions atmosfèriques que hi havia sobre els Estats Units impedí que el cicló girés cap a l'est de Florida, i es mantingué situat al Golf de Mèxic. Tanmateix, el 31 d'octubre, la tempesta girà cap a l'est i tocà a terra al nord de Florida. La tempesta perdé intensitat a mesura que recorria l'Atlàntic. El centre de circulació de la tempesta es mantingué mal definit al llarg del seu curs. Durant molt de temps es cregué que la tempesta es desenvolupà al sud de Cuba, malgrat que les reavaluacions posteriors de les dades dels vaixells revelaren que la depressió es formà, en realitat, a l'est de l'illa. El 26 d'octubre, l'Oficina de Meteorologia emeté avisos d'huracà al llarg de la costa est de Florida des de Key West fins a West Palm Beach; i a la costa oest, fins a Tampa.

### Depressions tropicals
Durant la temporada de 1911, a banda de les sis tempestes tropicals i huracans oficialment reconeguts, s'identificaren tres depressions tropicals més. La primera es desenvolupà al febrer a partir d'un tàlveg de baixes pressions que es produí a l'Atlàntic, a mar obert, i progressà en direcció oest. Malgrat que un vaixell de fiabilitat dubtosa informés de vents de més de 80 km/h associats al sistema, la manca de proves d'aquest fet impediren que se la designés com una tempesta tropical. El cicló es dissipà el 21 de febrer.
La segona depressió tropical evolucionà a partir d'un cicló extratropical durant la segona quinzena del mes de maig, esdevenint un cicló tropical el 22 de maig quan arribà al nord-est de les Bermudes. Romangué durant tres dies i serpentejà al voltant de la mateixa zona fins que fou absorbida per una altra tempesta no tropical. La documentació actual d'aquest sistema es veié dificultada també per la manca de dades.
L'11 de desembre, prop de les illes Turks i Caicos, es formà la tercera depressió. Progressà cap a l'oest i l'endemà se situà al nord de l'est de Cuba. El sistema començà a debilitar-se el 13 de desembre i es dissipà ràpidament.